# Бодмон
Бодмон (фр. Baudemont) насеље је и општина у источном делу централне Француске у региону Бургундија-Франш-Конте, у департману Саона и Лоара која припада префектури Шарол.
По подацима из 2011. године у општини је живело 673 становника, а густина насељености је износила 84,44 становника/km². Општина се простире на површини од 7,97 km². Налази се на средњој надморској висини од 400 метара (максималној 442 m, а минималној 333 m).

## Демографија
| 1962. | 1968. | 1975. | 1982. | 1990. | 1999. | 2011. |
| ----- | ----- | ----- | ----- | ----- | ----- | ----- |
| 431   | 518   | 627   | 655   | 641   | 708   | 673   |

График промене броја становника у току последњих година